# Jákó nemzetség
A Jákó nemzetség régi Szabolcs megyei nemzetség volt. E nemzetség nevét a Baktalórántházától északra eső Nyírjákó nevű falu őrzi.

## Története
A Jákó nemzetség tagjairól az 1200-as évek közepéről maradt fenn  hivatalos adat. Ekkor élt I. Csépán, a nemzetség első ismert őse. A Jákó nemzetségből I. Csépánról, fiairól és unokáiról maradt fenn adat.
I. Csépán fiai voltak: 
- I. Miklós (1284–1285)
- Kozma (1284–1324)
- II. Csépán (1284–1316, kinek neje Bánky leány volt.
I. Csépán három fia: I. Miklós, Kozma és II. Csépán 1284–1285-ben Csomotafia Péterrel pereskedtek Jákó egy birtokrészéért, de perüket elvesztették.
- Kozma nevű fiának gyermekei voltak:

- II. Miklós (1336) 
- Iván (1357)
- II. Csépán (1284–1316) gyermekei:

- Lőrinc (1318–1330)
- Gilét (1330)
- Isalc (leány, 1318)
Kozma és II. Csépán 1312-ben Lakod-hoz (Laskod) való előjogát fenntartotta egy perben.
Kozma 1324-ben jelen volt Tas (Nyírtass) határjárásánál, mivel Bagda (mára már elpusztult falu) nevű faluja Tassal határos volt.
II. Csépán 1316-ban anyósának és vejének jogait védi a Hontpázmány nemzetségbeli Bánky János ellen, aki el akarta adni az ősi birtokok egyrészét, mielőtt abból kifizette volna a hozományt és a leánynegyedet. Két év múlva, 1318-ban aztán megkapta anyósa hozománya és leánynegyede fejében a Jákótól nyugatra eső Székely falu egy részét, Fiad és Juha nevű majorokkal együtt. De e székelyi birtokot 1330-ban fiai elvesztették.
II. Csépán:
- Lőrinc nevű fia 1329-ben perelt egy lány miatt Semjéni Lengyel Jánossal.
Kozma:
- II. Miklós nevű fiát 1336-ban egy laskodi embert vádolt meg azzal, hogy sújtásos mentéjét erővel elvette.
- Iván nevű fia 1357-ben a Kállayak javára kiküldött ember volt.